# Anja Waltereit

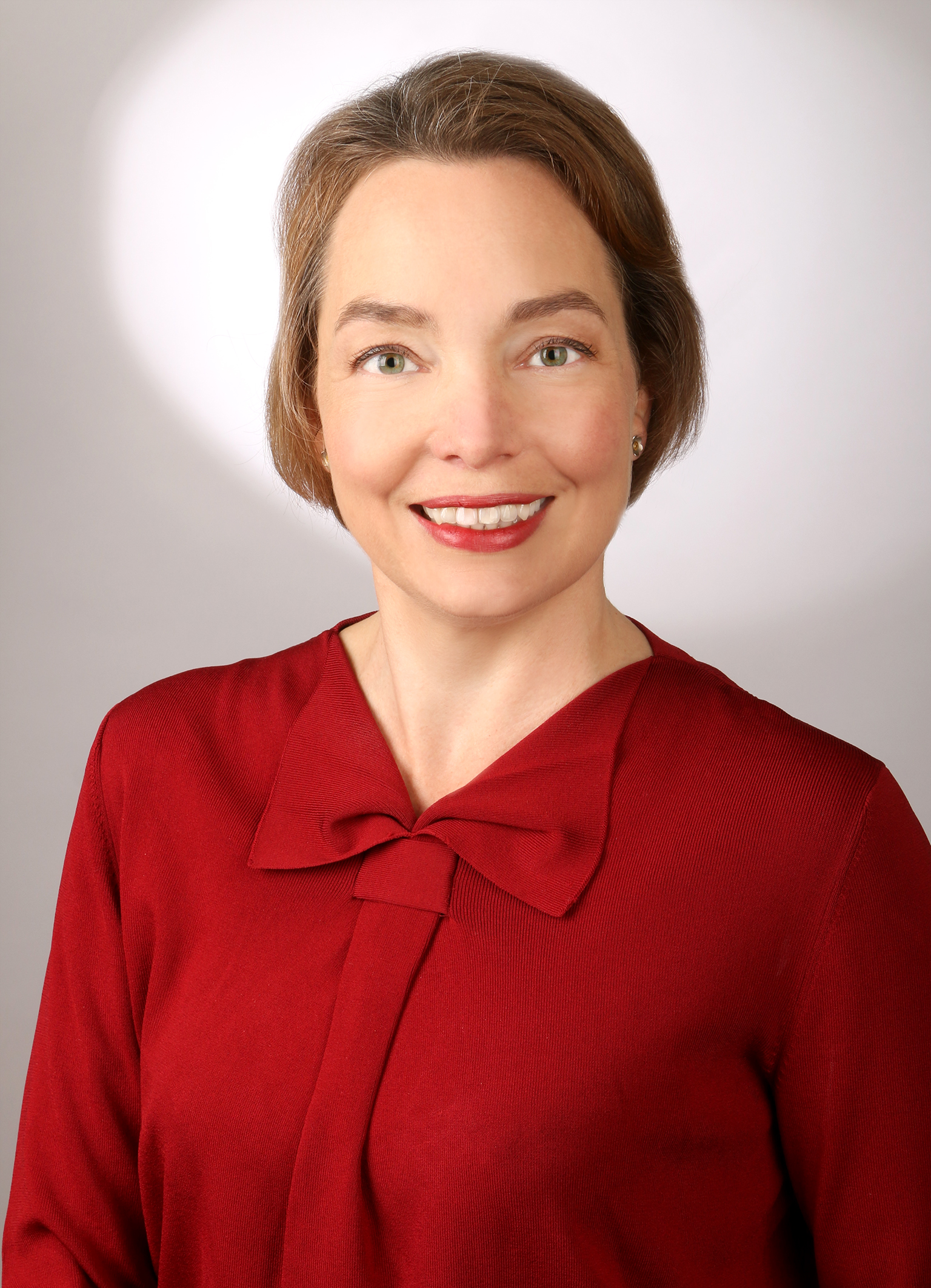
Anja Waltereit (2021)

Anja Waltereit (* 1972 in Berlin) ist eine Redakteurin, Reporterin, Moderatorin und Autorin. Sie moderiert die Sendung Arte Journal auf dem TV-Sender Arte. Seit 2004 lebt sie mit ihrer Familie in Freiburg. Im November 2018 erschien ihr erster Fantasyroman „Geisterseher – Der dunkle Kristall“.

## Leben
Anja Waltereit wuchs in Berlin auf und machte 1991 ihr Abitur an der Gelehrtenschule des Johanneums in Hamburg. Danach studierte sie an der Universität Hamburg Germanistik, Musikwissenschaften und Journalismus und wechselte später ans King’s College London. 1996 machte sie ihren Magister in Neuerer Deutscher Literatur, Musikwissenschaften und Publizistik an der Freien Universität Berlin. Sie absolvierte journalistische Praktika, unter anderem beim NDR, Sat1 und der Welt am Sonntag. Außerdem nahm sie an der journalistischen Nachwuchsförderung der Konrad-Adenauer-Stiftung teil.
Nach dem Studium arbeitete Waltereit zunächst ein Jahr beim NDR in Kiel. 1997 begann sie ein Redaktionsvolontariat beim NDR, das sie nach 18 Monaten abschloss. Im Anschluss arbeitete sie als Redakteurin bei der Tagesschau. 2001 zog sie nach Santa Barbara in Kalifornien. Nach ihrer Rückkehr begann sie 2005 mit der Arbeit für den deutsch-französischen Sender Arte, zunächst als Redakteurin und Reporterin. Seit 2015 gehört sie zu den Moderatorinnen des Nachrichtenmagazins Arte Journal.

## Publikationen
„Geisterseher – der dunkle Kristall“. Kieselsteiner Verlag, 2018 ISBN 3945313910